# Adagio för stråkar
Adagio för stråkar (engelska: Adagio for Strings) är ett arrangemang för stråkorkester av den amerikanske tonsättaren Samuel Barber, från den andra satsen i hans stråkkvartett opus 11. Barber skrev färdigt arrangemanget 1936, samma år som han komponerade kvartetten. Det framfördes för första gången den 5 november 1938, av NBC Symphony Orchestra dirigerad av Arturo Toscanini.
Adagio för stråkar förekommer på TV och film, och även i andra sammanhang. Det är bland annat med i filmerna Elefantmannen (1980) och Plutonen (1986). Det spelades då Franklin D. Roosevelts död förkunnades i amerikansk radio, och på Albert Einsteins och Grace Kellys begravningar.